# 2'-O-ميثيل سيتيدين
الـ2'-O-ميثيل سيتيدين (بالإنجليزية: 2'-O-Methylcytidine)‏ واختصارا (سم) صيغته الجزيئية C10H15N3O5، هو نوكليوسيد قاعدته النووية السايتوسين وسكره مشتق ممثيل للريبوز في الذرة 2'. يتواجد طبيعيا في بعض جزيئات الرنا الناقل والريبوسومي والرنا الصغير. على سبيل المثال يتواجد جزيء (سم) في ذراع مقابلة الرامزة للرنا الناقل للفينيل ألانين لدى الخميرة:

الرنا الناقل للفينيل ألانين لدى الخميرة. 2'-O-ميثيل سيتيدين موضح بـ Cm.

## وصلات خارجية
- ملخص تعديل 2'-O-ميثيل سيتيدين فـي قاعدة بيانات مودوميكس.